# Bonaventura Barberini
Bonaventura Antonio Maria Giuseppe Barberini, O.F.M. Cap. (řeholním jménem: Bonaventura z Ferrary; 30. října 1674 Ferrara – 15. října 1743 Ferrara) byl italský římskokatolický duchovní, kapucín a arcibiskup ferrarský.

## Život
Narodil se 30.  října 1674 ve Ferraře.
V šestnácti letech vstoupil do noviciátu Řádu menších bratří kapucínů v Bologni. Po studiu teologie byl 18. prosince 1700 vysvěcen na kněze. Sloužil jako provinční ministr a v letech 1733–1740 také jako generální představený. Roku 1718 byl jmenován kazatelem papežského domu.
Byl velmi přívětivým, kultivovaným a skromným člověkem. Vysloužil si obdiv významných osobností a náklonnost věřících. Díky úctě, které se těšil u církevních autorit, získal během konkláve v roce 1740 četné hlasy, přestože nebyl ani biskupem, ani členem kardinálského sboru.
Dne 16. září 1740 jej papež Benedikt XIV. jmenoval arcibiskupem ferrarským. Biskupské svěcení přijal o dva dny později z rukou kardinála Ranierq d'Elci a spolusvětiteli byli arcibiskup Raffaele Cosimo de' Girolami a arcibiskup Giuseppe Maria Feroni.
Zemřel 15. října 1743 během vizitace ve své arcidiecézi.  Pohřben byl v katedrále svatého Jiří a následně bylo tělo přeneseno do kapucínského kostela svatého Maurelia.

## Proces svatořečení
Dne 8. července 1875 byl zahájen proces svatořečení.